# Памятник Тициану Табидзе
Памятник Тициану Табидзе (груз. ტიტანი ტაბიძის ძეგლი) — памятник в Тбилиси, расположен в сквере у храма Анчисхати. Тициан Табидзе (1895—1937) — известный грузинский поэт.

## История
Репрессированный в 1937 году, Тициан Табидзе был реабилитирован в 1954 году.
В 1966 году в селе Чквиши Ванского района (регион Имеретия) был открыт дом-музей поэта.